# Межиев, Салах Митаевич
Са́лах Мита́евич Межи́ев (род. 10 января 1977, Грозный, Чечено-Ингушская АССР) — российский чеченский общественный и религиозный деятель. Муфтий и председатель Духовного управления мусульман Чеченской Республики (с 11 июня 2014 года). Первый заместитель председателя Координационного центра мусульман Северного Кавказа (с 2017 года). Председатель Координационного центра мусульман Северного Кавказа (с 28 сентября 2024 года). Герой Чеченской Республики (с 2024 года).

## Биография

### Ранние годы и образование
Родился 10 января 1977 года в пригородном посёлке Мичурино Октябрьского района города Грозный (Чечено-Ингушская АССР). В сентябре 1982 года по июнь 1993 года обучался там же в средней школе № 16. С 10-летнего возраста изучал на дому арабский язык и исламские науки у видных чеченских богословов (алимов).

### Должности
В 1996 года свою трудовую деятельность начал преподавателем, а затем ректором духовного образовательного учреждения «Исламское медресе имени имама Газали» в посёлке Мичурино, Грозный.
В 2005 года решением муфтия Чеченской Республики наделён полномочиями советника муфтия Чеченской Республики. С 20 февраля 2007 года по 11 июня 2014 года был в должности заместителя муфтия Чечни.
11 июня 2014 года единогласным решением съезда мусульман Чеченской Республики избран муфтием Чеченской Республики, председателем централизованной религиозной организации «Духовное управление мусульман Чеченской Республики».
С 2014 года входит в состав Высшего религиозного совета народов Кавказа (штаб-квартира в Баку, Азербайджан).
19 апреля 2017 года на заседании Координационного центра мусульман Северного Кавказа (КЦМСК) единогласным решением членов Совета избран первым заместителем председателя КЦМСК.
Распоряжением главы Чеченской Республики Рамзана Кадырова от 20 июня 2014 года № 126-рг назначен на должность советника Главы Чеченской Республики.
С 16 октября 2018 года — член Совета учредителей Генерального секретариата международных организаций и учреждений по изданию фетв (штаб-квартира в Каире, Арабская Республика Египет).
С 12 декабря 2018 года — действительный член Высшего учредительского совета Всемирной исламской лиги (штаб-квартира в Мекке, Королевство Саудовская Аравия).
С 25 декабря 2019 года единогласным решением съезда мусульман Чеченской Республики переизбран на второй срок муфтием Чеченской Республики, председателем Духовного управления мусульман Чеченской Республики.
28 сентября 2024 года избран председателем Координационного центра мусульман Северного Кавказа.

## Взгляды
Салах Межиев принадлежит к суфийскому вирду Хаджи-мюридия тариката кадирия и является сторонником запрета ваххабизма в любых его формах.
В 2017 году заявил что журналисты «Новой газеты», написавшие о преследовании геев в Чечне, должны ответить за свои действия, пообещав им «возмездие Всевышнего Аллаха».
В июле 2020 года, после внесения членов семьи Рамзана Кадырова в санкционный список США, объявил Государственный департамент США «террористической организацией». В октября 2020 года, на фоне резонанса, возникшего после убийства учителя Самюэля Пати, назвал президента Франции Эмманюэля Макрона «врагом всех мусульман» и «террористом номер 1».
В 2022 году поддержал российское вторжение на Украину и заявил, что «мусульмане, участвующие в войне в Украине, сражаются за Коран и за пророка Мухаммеда, поэтому они „безусловно, станут шахидами“», иначе с НАТО в Россию «придёт вся грязь». В июле 2022 года, как «поддержавший агрессию России против Украины», был внесён ФБК в список разжигателей войны состоящий из лиц которые «используют свои религиозные организации для пропаганды агрессии и массового убийства», с предложением введения против него международных санкций.

## Награды

### Государственные награды РФ
В 2019 году получил — Орден Дружбы, указ Президента Российской Федерации от 19 декабря 2019 года № 611.
В 2023 году награждён Почётной грамотой Президента Российской Федерации, Распоряжение Президента Российской Федерации от 8 сентября 2023 года № 300-рп.

### Государственные награды субъектов РФ
В 2011 году — медаль «За заслуги перед Чеченской Республикой», указ главы Чеченской Республики от 20 декабря 2011 года № 266.
В 2017 году — Орден Кадырова, указ главы Чеченской Республики от 22 августа 2017 года № 143.
В 2018 году — Медаль «Памяти Ахмат-Хаджи Кадырова, первого Президента Чеченской Республики», указ главы Чеченской Республики от 12 февраля 2018 года № 20.
В 2024 году стал Героем Чеченской Республики, указ Главы Чеченской Республики от 13 февраля 2024 года № 29.
В 2024 году — Орден Дружбы Луганской Народной Республики.

### Ведомственные награды
В 2015 году получил — нагрудный знак «15 лет УФСИН России по Чеченской Республике», приказ начальника Управления Федеральной службы исполнения наказаний России по Чеченской Республике от 04 февраля 2015 года № 15-лс.
В 2017 году — нагрудный знак Министерства внутренних дел по Чеченской Республике «За отличие в борьбе против терроризма».

### Благодарственные письма
В 2017 году — Благодарственное письмо депутата Государственной Думы Федерального Собрания Российской Федерации.
В 2018 году — Благодарственное письмо главы Карачаево-Черкесской Республики.

### Награды общественных организаций
В 2019 году — Благодарственное письмо председателя Общественного совета при ФСИН России.
Почетная грамота Общественного совета СКФО, Совета Старейшин Чеченской Республики.